# Reema Lagoo
Pour les articles homonymes, voir Lagoo.
Reema Lagoo (née le 3 février 1958 à Bombay en Inde et morte le 18 mai 2017 dans la même ville) est une actrice marathi qui a tourné dans de nombreux films marathi et hindi.

## Carrière
Reema Lagoo, de son vrai nom Nayan Bhadbhade, est née le 3 février 1958 à Bombay. Sa mère, Mandakini Bhadbhade, était une célèbre actrice de théâtre marathi. 
Ses talents d'actrice ont été remarqués lorsqu'elle étudiait au sein de l'Huzurpaga (en) à Pune. Ainsi a-t-elle commencé sa carrière professionnelle tout de suite après la fin de ses études dans le théâtre marathi. C'est à la fin des années 1970 et au début des années 1980 qu'elle s'introduisit dans le cinéma hindi et marathi. 
Elle épousa l'acteur marathi Vivek Lagoo. À la suite de cette union, elle prit le nom de Reema Lagoo. Elle a une fille, Sansui Lagoo, qui vit à Mumbai.
Reema Lagoo a principalement joué dans des rôles secondaires, au côté des plus grands noms du cinéma Hindi tels que Juhi Chawla dans Qayamat Se Qayamat Tak (1988) et Salman Khan dans le film Maine Pyar Kiya (en) (1989). Les plus grands succès dans lesquels elle apparaît sont : Hum Aapke Hain Koun..! (1994), Rangeela (1995), Kuch Kuch Hota Hai (1998) et plus récemment Kal Ho Naa Ho (2003).
Elle joue essentiellement le rôle de mères d'acteurs (en particulier Salman Khan dans le cinéma hindi) ou d'actrices principales, mais elle est aussi connue pour son rôle de danseuse dans Aakrosh (1980) ou de femme d'affaires dans Yeh Dillagi (1994).
Reema Lagoo meurt d'un arrêt cardiaque le 18 mai 2017.

## Récompenses

### Nominations
- Filmfare Award du meilleur second rôle féminin en 1990 pour le film Maine Pyar Kiya (en)
- Filmfare Award du meilleur second rôle féminin en 1991 pour le film Aashiqui
- Filmfare Award du meilleur second rôle féminin en 1995 pour le film Hum Aapke Hain Koun..!
- Filmfare Award du meilleur second rôle féminin en 2000 pour le film Vaastav: The Reality (en)

## Filmographie

### Cinéma
- 1980 : Aakrosh : Danseuse
- 1981 : Kalyug de Shyam Benegal : Kiran
- 1988 : Rihaee : Mère
- 1988 : Qayamat Se Qayamat Tak : Mme Kamla Singh
- 1988 : Hamara Khandaan : Dr. Julie
- 1989 : Maine Pyar Kiya : Kaushalya Choudhary
- 1990 : Pratibandh
- 1990 : Aashiqui: Mme Roy
- 1990 : Police Public
- 1991 : Saajan : Kamla Verma
- 1991 : Henna : Mère de Chandni
- 1991 : First Love Letter : Mère de Shyam
- 1991 : Patthar Ke Phool : Mme Meera Verma
- 1991 : Pyar Bhara Dil : Sudha Sunderlal
- 1992 : Nishchaiy : Yashoda
- 1992 : Qaid Mein Hai Bulbul : Guddo Choudhry
- 1992 : Shola Aur Shabnam : Mme Sharda Thapa
- 1992 : Jeena Marna Tere Sang
- 1992 : Jiwalagaa
- 1992 : Prem Deewane : Sumitra Singh
- 1992 : Sapne Sajan Ke : Mère de Deepak
- 1993 : Pyaar Ka Tarana
- 1993 : Dil Hai Betaab : Mère de Raja
- 1993 : Gumrah : Sharda Chadha
- 1993 : Aaj Kie Aurat : Shanta Patil
- 1993 : Mahakaal
- 1993 : Sangram : Mère de Raja
- 1993 : Shreemaan Aashique : Suman Mehra
- 1994 :  Dilwale (en)
- 1994 : Hum Aapke Hain Kaun:! : Mère de Pooja
- 1994 : Pathreela Raasta : Mère de Pratap
- 1996 : Maahir : Asha
- 1996 : PremGranth : Parvati
- 1996 : Papa Kahte Hain
- 1996 : Vijeta : Mme Laxmi Prasad
- 1996 : Apne Choudhury
- 1997 : Deewana Mastana : Mère de Bunnu
- 1997 : Yes Boss : Mère de Rahul
- 1997 : Judwaa : Mère de Prem
- 1997 : Rui Ka Bojh
- 1997 : Uff! Yeh Mohabbat : Mère de Raja
- 1998 : Jhooth Bole Kauwa Kaate : Savitri Abhyankar
- 1998 : Kuch Kuch Hota Hai : Mme Sharma (Mère d'Anjali)
- 1998 : Aunty No. 1 : Vijayalaxmi
- 1998 : Deewana Hoon Pagal Nahi
- 1998 : Mere Do Anmol Ratan : Suman
- 1998 : Pyaar To Hona Hi Tha
- 1998 : Tirchhi Topiwale : Mère de Sanam
- 1999 : Dillagi
- 1999 : Vaastav: The Reality (en) : Shanta
- 1999 : Aarzoo : Parvati
- 1999 : Bindhaast : Aasawari Patwardhan
- 1999 : Hum Saath-Saath Hain : We Stand United : Mamta
- 2000 : Kahin Pyaar Na Ho Jaaye : Mme Sharma
- 2000 : Jis Desh Mein Ganga Rehta Hain : Laxmi
- 2000 : Deewane : Mère de Vishal
- 2000 : Nidaan : Suhasini Nadkarni
- 2000 : Kya Kehna
- 2001 : Tera Mera Saath Rahen : Janki Gupta
- 2001 : Indian : Mme Suryapratap Singh
- 2001 : Censor : Mère
- 2001 : Hum Deewane Pyar Ke : Mme Chatterjee
- 2002 : Hathyar : Shanta
- 2003 : Kal Ho Naa Ho : Mère d'Aman
- 2003 : Chupke Se : Laxmi Timghure
- 2003 : Main Prem Ki Diwani Hoon : Mère de Prem Kumar
- 2003 : Pran Jaye Par Shaan Na Jaye
- 2004 : Hatya: The Murder : Mère de Ravi
- 2005 : Divorce: Not Between Husband and Wife : Juge
- 2005 : Sandwich
- 2005 : Shaadi Karke Phas Gaya Yaar : Mère d'Ayaan
- 2005 : Hum Tum Aur Mom: Mother Never Misguides : Mère
- 2005 : Koi Mere Dil Mein Hai : Mme Vikram Malhotra
- 2008 :  Kidnap : Grand-mère de Sonia
- 2008 : Mehbooba  Ma'sa
- 2008 : Super Star (film) : Mère

### Télévision
- 1985 : Khandaan
- 1994 : Shrimaan Shrimati
- 2000 : Tu Tu Main Main
- 2006 : Kadvee,Khatti,Meethi
- 2016-2017 : Naamkaran